# Исламский фундаментализм

Знамя, использующееся различными исламскими
фундаменталистскими группировками, содержит белую шахаду на чёрном знамени.

Исла́мский фундаментали́зм — словосочетание, обозначающее современные мусульманские религиозно-политические движения, основанные на обращении к истокам ислама. 
Синонимичные термины: «исла́мское возрожде́ние», «мусульма́нский интегри́зм», «ислами́зм». «Исламский фундаментализм» как термин носит спорный характер и распространён преимущественно в США и Великобритании. 
В Толковом словарь живого великорусского языка Владимира Даля написано что Исла́м, ислами́зм (м.), в переводе: «Путь ко спасению» или мохамеданство, мусульманство, вера Мохамеда.